# Mecz Lekkoatletyczny Europa – Stany Zjednoczone 2019
Mecz Lekkoatletyczny Europa – Stany Zjednoczone 2019 – zawody lekkoatletyczne, które odbyły się 9 i 10 września na stadionie Dynama w stolicy Białorusi, Mińsku.
Pomysłodawcą organizacji zawodów był prezydent European Athletics Svein Arne Hansen. Mecz miał nawiązywać do podobnych spotkań organizowanych w latach 60. XX wieku.
W programie meczu znalazły się biegi od 100 do 3000 metrów (w tym przez płotki i z przeszkodami) oraz sztafeta 4 × 100 metrów i wszystkie konkurencje skokowe i rzutowe. Nowością była mieszana sztafeta 200-200-400-800 metrów.
Obie reprezentacje zgłaszały do poszczególnych konkurencji po 4 zawodników oraz w przypadku sztafet po dwa zespoły. Pierwsze miejsce warte było 9 punktów, drugie 7 punktów, trzecie 6, czwarte 5, piątek 4, szóste 3, siódme 2 i ósme 1.
Zawody zakończyły się zwycięstwem Europy 724½ – 601½.

## Rezultaty

### Mężczyźni
| Konkurencja                        | 1. miejsce                                                                            | Rezultat | 2. miejsce                                                           | Rezultat | 3. miejsce                                                                          | Rezultat |
| Bieg na 100 metrów                 | Michael Rodgers                                                                       | 10.20    | Christopher Belcher                                                  | 10.25    | Demek Kemp                                                                          | 10.25    |
| Bieg na 200 metrów                 | Ramil Guliyev                                                                         | 20.16    | Fausto Desalu                                                        | 20.66    | Kyree King                                                                          | 20.83    |
| Bieg na 400 metrów                 | Michael Cherry                                                                        | 45.13    | Wil London                                                           | 45.39    | Davide Re                                                                           | 46.05    |
| Bieg na 800 metrów                 | Amel Tuka                                                                             | 1:46.77  | Adam Kszczot                                                         | 1:46.89  | Isaiah Harris                                                                       | 1:46.94  |
| Bieg na 1500 metrów                | Josh Thompson                                                                         | 3:38.88  | Jake Wightman                                                        | 3:38.90  | Ben Blankenship                                                                     | 3:39.63  |
| Bieg na 3000 metrów                | Ben Blankenship                                                                       | 7:57.48  | Adel Mechaal                                                         | 7:57.55  | Yemaneberhan Crippa                                                                 | 7:58.11  |
| Bieg na 110 metrów przez płotki    | Orlando Ortega                                                                        | 13.21    | Siergiej Szubienkow                                                  | 13.39    | Freddie Crittenden                                                                  | 13.43    |
| Bieg na 400 metrów przez płotki    | Dave Kendziera                                                                        | 48.99    | Amere Lattin                                                         | 49.12    | Ludvy Vaillant                                                                      | 49.20    |
| Bieg na 3000 metrów z przeszkodami | Hillary Bor                                                                           | 8:32.64  | Stanley Kebenei                                                      | 8:33.65  | Daniel Arce                                                                         | 8:33.75  |
| Sztafeta 4 × 100 metrów            | Stany Zjednoczone · Demek Kemp · Michael Rodgers · Isaiah Young · Christopher Belcher | 38.26    | Europa Joris van Gool Taymir Burnet Hensley Paulina Churandy Martina | 38.45    | Stany Zjednoczone · Brandon Carnes · Cameron Burrell · Cordero Gray · Chris Royster | 38.70    |
| Skok wzwyż                         | Maksim Niedasiekau                                                                    | 2.35     | Ilja Iwaniuk                                                         | 2.31     | Jeron Robinson                                                                      | 2.29     |
| Skok o tyczce                      | Armand Duplantis                                                                      | 5.85     | Piotr Lisek                                                          | 5.80     | Paweł Wojciechowski                                                                 | 5.75     |
| Skok w dal                         | Damarcus Simpson                                                                      | 8.17     | Miltiadis Tendoglu                                                   | 8.17     | Eusebio Cáceres                                                                     | 8.17     |
| Trójskok                           | Chris Benard                                                                          | 17.01    | Ben Williams                                                         | 16.71    | KeAndre Bates                                                                       | 16.70    |
| Pchnięcie kulą                     | Darrell Hill                                                                          | 22.35    | Konrad Bukowiecki                                                    | 21.92    | Filip Mihaljević                                                                    | 21.60    |
| Rzut dyskiem                       | Lukas Weißhaidinger                                                                   | 67.22    | Piotr Małachowski                                                    | 64.89    | Ola Stunes Isene                                                                    | 63.99    |
| Rzut młotem                        | Paweł Fajdek                                                                          | 80.71    | Wojciech Nowicki                                                     | 78.33    | Nick Miller                                                                         | 77.89    |
| Rzut oszczepem                     | Johannes Vetter                                                                       | 90.03    | Magnus Kirt                                                          | 88.91    | Edis Matusevičius                                                                   | 83.54    |

### Kobiety
| Konkurencja                        | 1. miejsce                                                                                 | Rezultat | 2. miejsce                                                                          | Rezultat | 3. miejsce                                                           | Rezultat |
| Bieg na 100 metrów                 | Daryll Neita                                                                               | 11.29    | Dezerea Bryant                                                                      | 11.30    | Morolake Akinosun                                                    | 11.39    |
| Bieg na 200 metrów                 | Brittany Brown                                                                             | 22.61    | Beth Dobbin                                                                         | 22.92    | Kyra Jefferson                                                       | 22.99    |
| Bieg na 400 metrów                 | Wadeline Jonathas                                                                          | 51.01    | Allyson Felix                                                                       | 51.36    | Iga Baumgart-Witan                                                   | 51.52    |
| Bieg na 800 metrów                 | Alexandra Bell                                                                             | 2:04.81  | Olha Lachowa                                                                        | 2:04.90  | Ce’Aira Brown                                                        | 2:05.38  |
| Bieg na 1500 metrów                | Kate Grace                                                                                 | 4:02.49  | Shannon Osika                                                                       | 4:04.92  | Eilish McColgan                                                      | 4:05.58  |
| Bieg na 3000 metrów                | Elise Cranny                                                                               | 9:00.70  | Rachel Schneider                                                                    | 9:00.77  | Eilish McColgan                                                      | 9:01.03  |
| Bieg na 100 metrów przez płotki    | Sharika Nelvis                                                                             | 12.80    | Karolina Kołeczek                                                                   | 12.86    | Elwira Hierman                                                       | 12.92    |
| Bieg na 400 metrów przez płotki    | Anna Ryżykowa                                                                              | 55.32    | Léa Sprunger                                                                        | 55.46    | Meghan Beesley                                                       | 55.49    |
| Bieg na 3000 metrów z przeszkodami | Mel Lawrence                                                                               | 9:33.24  | Irene Sánchez-Escribano                                                             | 9:38.47  | Viktória Wagner-Gyürkés                                              | 9:42.68  |
| Sztafeta 4 × 100 metrów            | Stany Zjednoczone · Dezerea Bryant · Morolake Akinosun · Caitland Smith · Ashley Henderson | 43.36    | Stany Zjednoczone · Courtne Davis · Kiara Parker · Kortnei Johnson · Kyra Jefferson | 43.66    | Europa Bowien Jansen Nargelis Statia Pieter Eefje Boons Naomi Sedney | 43.82    |
| Skok wzwyż                         | Julija Łewczenko                                                                           | 2.02     | Iryna Heraszczenko                                                                  | 1.98     | Marija Łasickienie                                                   | 1.98     |
| Skok o tyczce                      | Anżelika Sidorowa                                                                          | 4.85     | Katerina Stefanidi                                                                  | 4.70     | Katie Nageotte                                                       | 4.70     |
| Skok w dal                         | Nastassia Mironczyk-Iwanowa                                                                | 6.74     | Maryna Bech                                                                         | 6.73     | Brittney Reese                                                       | 6.71     |
| Trójskok                           | Tori Franklin                                                                              | 14.36    | Patrícia Mamona                                                                     | 14.21    | Dovile Kilty                                                         | 14.08    |
| Pchnięcie kulą                     | Maggie Ewen                                                                                | 19.47    | Fanny Roos                                                                          | 19.06    | Anita Márton                                                         | 18.95    |
| Rzut dyskiem                       | Sandra Perković                                                                            | 67.65    | Laulauga Tausaga-Collins                                                            | 63.71    | Valarie Allman                                                       | 62.44    |
| Rzut młotem                        | Joanna Fiodorow                                                                            | 74.34    | Hanna Małyszczyk                                                                    | 72.70    | Brooke Andersen                                                      | 72.59    |
| Rzut oszczepem                     | Kara Winger                                                                                | 64.63    | Tacciana Chaładowicz                                                                | 64.41    | Alexie Alaïs                                                         | 60.86    |

### Mieszane
| Konkurencja                              | 1. miejsce                                                                   | Rezultat | 2. miejsce                                                                           | Rezultat | 3. miejsce                                                                            | Rezultat |
| Sztafeta mieszana 200-200-400-800 metrów | Europa Patrick Domogala Jessica-Bianca Wessolly Iga Baumgart-Witan Amel Tuka | 3:21.13  | Stany Zjednoczone · Remontay McClain · Kiara Parker · Allyson Felix · IIsaiah Harris | 3:21.21  | Stany Zjednoczone · Jamiel Trimble · Kyra Jefferson · Courtney Okolo · Brannon Kidder | 3:21.47  |